# Красный Клин (Брянская область)
Красный Клин — поселок в Клинцовском районе Брянской области, в составе Великотопальского сельского поселения.

## География
Находится в западной части Брянской области на расстоянии приблизительно 24 км на юг-юго-восток по прямой от железнодорожного вокзала станции Клинцы.

## История
Известен с 1920-х годов. В середине XX века работал одноименный колхоз. На карте 1941 года отмечен как поселение с 91 двором.

## Население
Численность населения: 290 человек (1926), 88 человек (2002), 57 человек (2010), 58 человек (2013).
Будет упразднен как фактически не существующий в связи с переселением всех жителей на постоянное место жительства в другие населённые пункты.